# Epiplema punctata
Epiplema punctata är en fjärilsart som beskrevs av Holloway 1976. Epiplema punctata ingår i släktet Epiplema och familjen Uraniidae. Inga underarter finns listade i Catalogue of Life.